# Morte (Fave)
La Morte, ou Morthe, est un ruisseau français du Grand Est qui coule dans le département des Vosges. C'est un affluent de la Fave, donc un sous-affluent de la Meurthe, puis de la Moselle, et pour terminer, du Rhin.

## Géographie
La Morte prend sa source à La Croix-aux-Mines dans le massif des Vosges et rejoint la Fave à Neuvillers-sur-Fave après un parcours de 14,3 km. Elle traverse notamment les communes de Ban-de-Laveline, de Bertrimoutier, de Raves et de Pair-et-Grandrupt. Ses principaux affluents sont le ruisseau Le Blanc issu de Wisembach, le ruisseau Basse de la Grande Goutte et le ruisseau de Verpellière issus de Ban-de-Laveline, le ruisseau de Sadey issu de La Croix-aux-Mines et le ruisseau du Pré de Raves venant de Raves.

## Toponymie
Le terme Morte, ou Morthe, a la même racine celtique ou pré-celtique que Murta : cela a engendré le nom de la rivière Meurthe, désigne les alluvions, terre sur laquelle l'eau rigole et emporte les sédiments les plus fins des rives.